# Recovering from religion
Recovering from Religion (RR) est une organisation internationale à but non lucratif, qui apporte son assistance aux personnes quittant leur religion, afin de faire face aux difficultés rencontrées. 
L'association met en place des groupes de parole, une ligne téléphonique d'aide et de conseil, et offre des outils et ressources en ligne à l'attention des personnes quittant leur religion . L'association est basée à Kansas City, dans l'État américain du Kansas.

## Historique
L'association RR a été fondée en 2009 par le psychologue Darrel Ray et Nathan Phelps, qui composent aujourd'hui une partie du Comité de Direction.    